# 岛夷志略

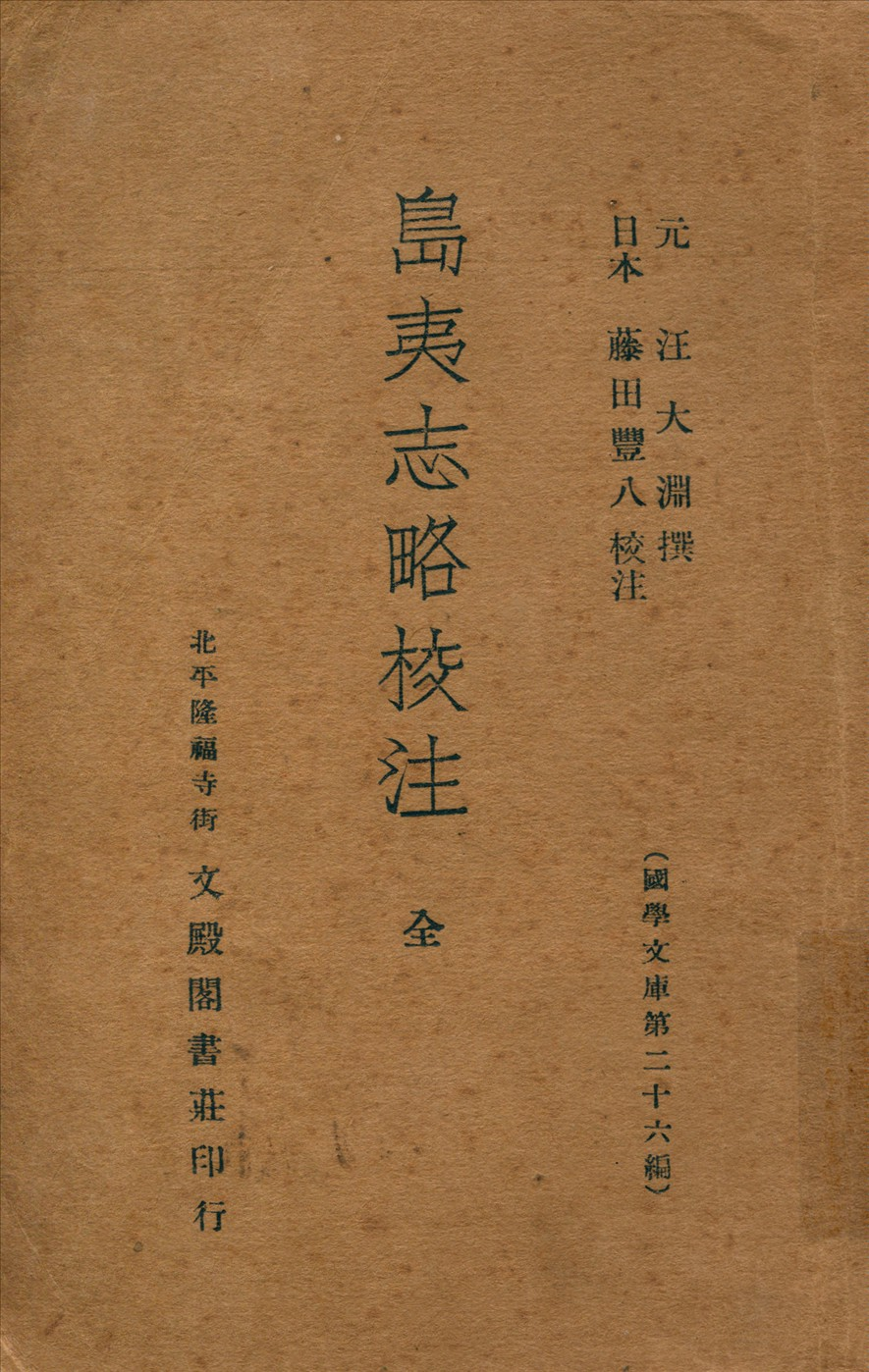
《岛夷志略校注》

《岛夷誌略》，原名《岛夷誌》，是由元代航海家汪大渊于元顺帝至正九年（1349~1350年）为当时市舶司所在地晋江县（今泉州市鲤城区）的县志（《清源续志》）所著的附录。后来汪大渊将《岛夷志》简化名为《岛夷志略》，在他的故乡江西南昌刻印刻单行本。《岛夷誌略》记述汪大渊在1330年和1337年二度飘洋过海亲身经历的南洋和西洋二百多个地方的地理、风土、物产，是一部重要的中外交通史文献。
《岛夷誌略》记述澎湖、琉求國、三岛、麻逸、无枝拔、龙涎屿、交趾、占城、民多郎、宾童龙、真腊、丹马令、日丽、麻里鲁、遐来忽、彭坑、吉兰丹、丁家卢、戎、罗卫、罗斛、东冲古剌、苏洛鬲、针路、八都马、淡邈、尖山、八节那间、三佛齐、啸喷、浡泥、明家罗、暹、爪哇、重迦罗、都督岸、文诞、苏禄、龙牙犀角、苏门傍、旧港、龙牙菩提、毗舍耶、班卒、蒲奔、假里马打、文老古、古里地闷、龙牙门、东西竺、急水湾、花面、淡洋、须文答剌、僧加剌、勾栏山、特番里、班达里、曼佗郎、喃诬哩、北溜、下里、高郎步、沙里八丹、金塔、东淡邈、大八丹、加里那、土塔、第三港、华罗、麻那里、加将门里、波斯离、挞吉那、千里马、大佛山、须文那、万里石塘、小埧喃、古里佛、朋加剌、巴南巴西、放拜、大乌爹、万年港、马八儿屿、阿里思、哩伽塔、天堂、天竺、层摇罗、马鲁涧、甘埋里、麻呵斯离、罗婆斯、乌爹，麻罗问等地，共一百篇二百多个地区。

## 影响
《岛夷誌略》对明代地理书有很大的影响。随郑和下西洋的翻译官马欢曾阅读《岛夷誌》，他在《瀛涯胜览序》写道：“余昔观《岛夷誌》，载天时、气候之别，地理、人物之异，感慨然叹气曰：普天之下何若是之不同耶？……余以通译番书，添被使末，随其（指郑和宝船）所至，鲸波浩渺，不知其几千万里。历涉诸邦，其天时、气候、地理、人物，目击而身履之；然后知《岛夷志》所著者不诬”。
曾随郑和下西洋的另一个翻译官费信所著《星槎胜览》，其内容有一半来自《岛夷誌略》。
明代地理学家张燮撰写的《东西洋考》也引用《岛夷誌》。
1867年英国汉学家、伦敦传道会传教士伟烈亚力首次在《中国文献纪略》（ Notes on Chinese Literature） 中列举《岛夷志略》。
1871年俄罗斯汉学家贝勒在《古代中国对阿拉伯、阿拉巴属地和其他西方国家的知识》一书中，用大号汉字“岛夷志略”列举书名，并简略地介绍《岛夷志略》中的“天堂”条。
美国汉学家柔克义曾翻译大部分《岛夷志略》载1913年《通报》。
法国汉学家额卢索、费朗曾分别在1914年和1922年将《岛夷誌略》的一些篇章翻译成法文发表。
1915年藤田豐八日文译本。
法国汉学家伯希和有一篇论文《论岛夷誌略》，载1951年《伯希和遗著》。

## 《岛夷誌》
汪大渊作有《岛夷誌后序》，可知《岛夷誌略》原名《岛夷誌》。
17世记末叶钱曾著《读书敏求记》中记为《岛夷志》。
《四库全书》中记为《岛夷志略》。
《岛夷誌》已失，但《大明统一志》引用《岛夷誌》的文字有的和现存《岛夷誌略》中完全相同，而另一些文字是《岛夷誌略》没有的，可知《岛夷誌略》比《岛夷誌》简略。
曾随着郑和下西洋的马欢在所著《瀛涯胜览》序言中说，他曾阅读过《岛夷誌》。马欢所指的应是汪大渊的《岛夷誌》。

## 版本
- （明）《天一阁》钞本
- （清）《四库全书》文津閣本
- （清）《知圣道斋》本
- （清）《知服斋丛书》刊本

## 資料來源
1. ↑  Emil Bretschneider:On Knowledge Possesed by the Ancient Chinese of the Arabs and Arabian Colonies and Other Western Countries  Mentioned in Chinese Books, p17  Trubner  & Co, 1871 London
2. ↑    - W.W. Rockhill tr.《Description of the Barbarians of the Isles》 T’oung Pao， 1913年
3. ↑  藤田豐八 《島夷誌略校註》 1915 羅振玉《雪堂叢刊》；1935 《國學文庫》

## 注解
1. ↑  原序落款日期为至正九年十二月十五日，即1350年1月23日。
2. ↑  “顾以清源舶司所在”，见汪大渊《岛夷誌后序》